# Asz-Szaturijja
Asz-Szaturijja (arab. الشاتورية) – wieś w Syrii, w muhafazie Idlib. W 2004 roku liczyła 739 mieszkańców.